# Ozzmosis
Ozzmosis je sedmé sólové studiové album zpěváka Ozzyho Osbournea a producentem alba byl Michael Beinhorn, které vyšlo v říjnu 1995 u vydavatelství Epic Records.
Jeho nahrávání probíhalo mezi lety 1994 a 1995 ve studiích Guillaume Tell Studios (Paříž, Francie), Right Track Recording (New York City, New York), Bearsville Studios (Woodstock, New York) a Electric Lady Studios (New York City, New York). 
Album měl původně produkovat Michael Wagener, který mixoval album No More Tears. Písně byly nahrány se Zakkem Wyldem, Mikem Inezem a Randym Castillem s cílem, aby album znělo podobně jako No More Tears. Vydavatelství požádala o produkčního stylu, tedy Wagenera nahradil Beinhorn. Také se přidali Geezer Butler a Deen Castronovo. 
V britském žebříčku se umístilo na 22. místě a v americkém na čtvrtém. Alba se prodalo přes dva miliony kopií a získalo dvě platinové desky.

## Seznam skladeb
| Pořadí         | Název                     | Autor                                   | Délka |
| -------------- | ------------------------- | --------------------------------------- | ----- |
| 1.             | Perry Mason               | Ozzy Osbourne, Zakk Wylde, John Purdell | 5:53  |
| 2.             | I Just Want You           | Osbourne, Jim Vallance                  | 4:56  |
| 3.             | Ghost Behind My Eyes      | Osbourne, Mark Hudson, Steve Dudas      | 5:11  |
| 4.             | Thunder Underground       | Osbourne, Wylde, Geezer Butler          | 6:29  |
| 5.             | See You on the Other Side | Osbourne, Wylde, Lemmy                  | 6:10  |
| 6.             | Tomorrow                  | Osbourne, Wylde, Purdell, Duane Baron   | 6:36  |
| 7.             | Denial                    | Osbourne, Hudson, Dudas                 | 5:12  |
| 8.             | My Little Man             | Osbourne, Steve Vai                     | 4:52  |
| 9.             | My Jekyll Doesn't Hide    | Osbourne, Wylde, Butler                 | 6:34  |
| 10.            | Old L.A. Tonight          | Osbourne, Wylde, Purdell                | 4:48  |
| Celková délka: | Celková délka:            | Celková délka:                          | 56:47 |

| Bonusy na reedici z roku 2002 | Bonusy na reedici z roku 2002 | Bonusy na reedici z roku 2002     | Bonusy na reedici z roku 2002 |
| Pořadí                        | Název                         | Autor                             | Délka                         |
| ----------------------------- | ----------------------------- | --------------------------------- | ----------------------------- |
| 11.                           | Whole World's Fallin' Down    | Osbourne, Tommy Shaw, Jack Blades | 5:05                          |
| 12.                           | Aimee                         | Osbourne, Wylde                   | 4:46                          |

## Obsazení
Hudebníci
- Ozzy Osbourne – zpěv
- Zakk Wylde – kytara
- Geezer Butler – baskytara
- Deen Castronovo – bicí
- Rick Wakeman – klávesy

Produkce
- Michael Beinhorn – producent, klávesy
- Michael Wagener – producent v „Aimee“
- Paul Northfield – zvukový inženýr
- David Bianco – mixing
- George Marino – mastering
- Vic Anesini – remastering
- David Coleman – dohled
- Rocky Schenck – fotografie
- Max Risenhoover
- John Bleich – asistent inženýra
- Matt Curry – asistent inženýra
- Chris Laidlaw – asistent inženýra
- Joe Pirrera – asistent inženýra
- Rodolphe Sanguinetti – asistent inženýra
- Brian Sperber – asistent inženýra